# Groupe Soufflet
Groupe Soufflet («Груп Суффле») — французская компания, осуществляющая оптовую торговлю и переработку зерновых и другой сельскохозяйственной продукции. Штаб-квартира расположена в коммуне Ножан-сюр-Сен департамента Об региона Гранд-Эст.

## История

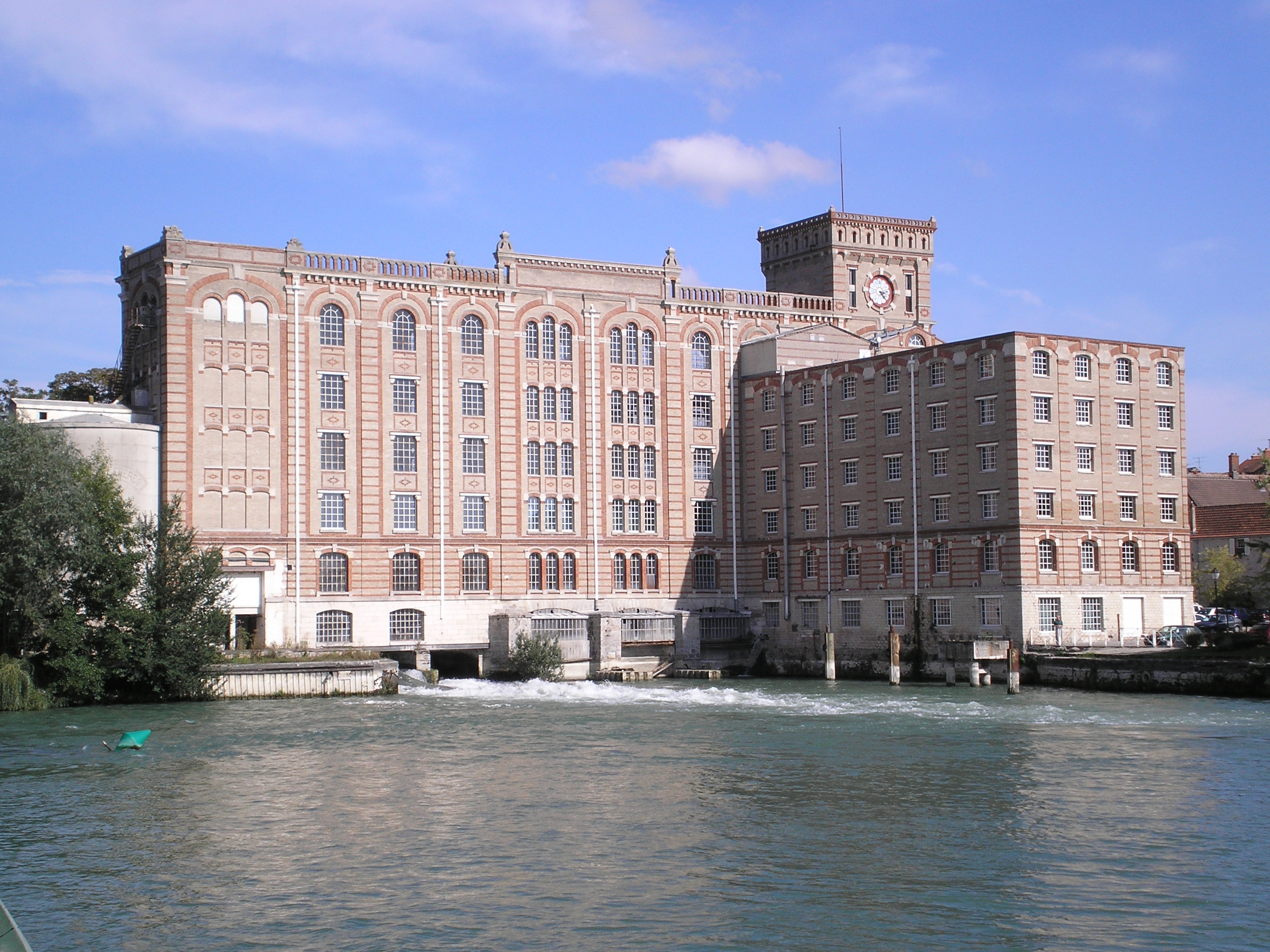
Историческая мельница в Ножан-сюр-Сене

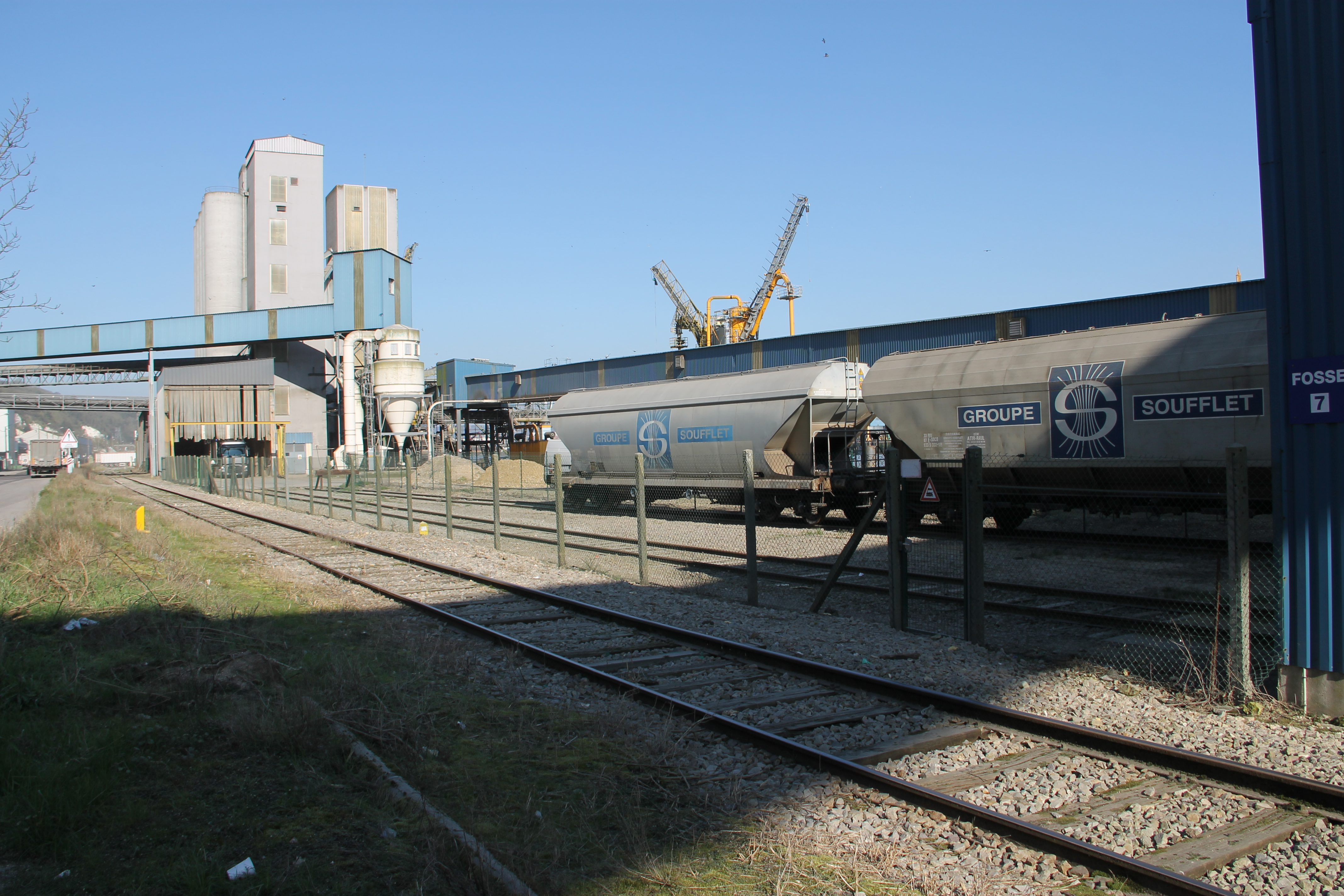
Мукомольная мельница в Кантелё

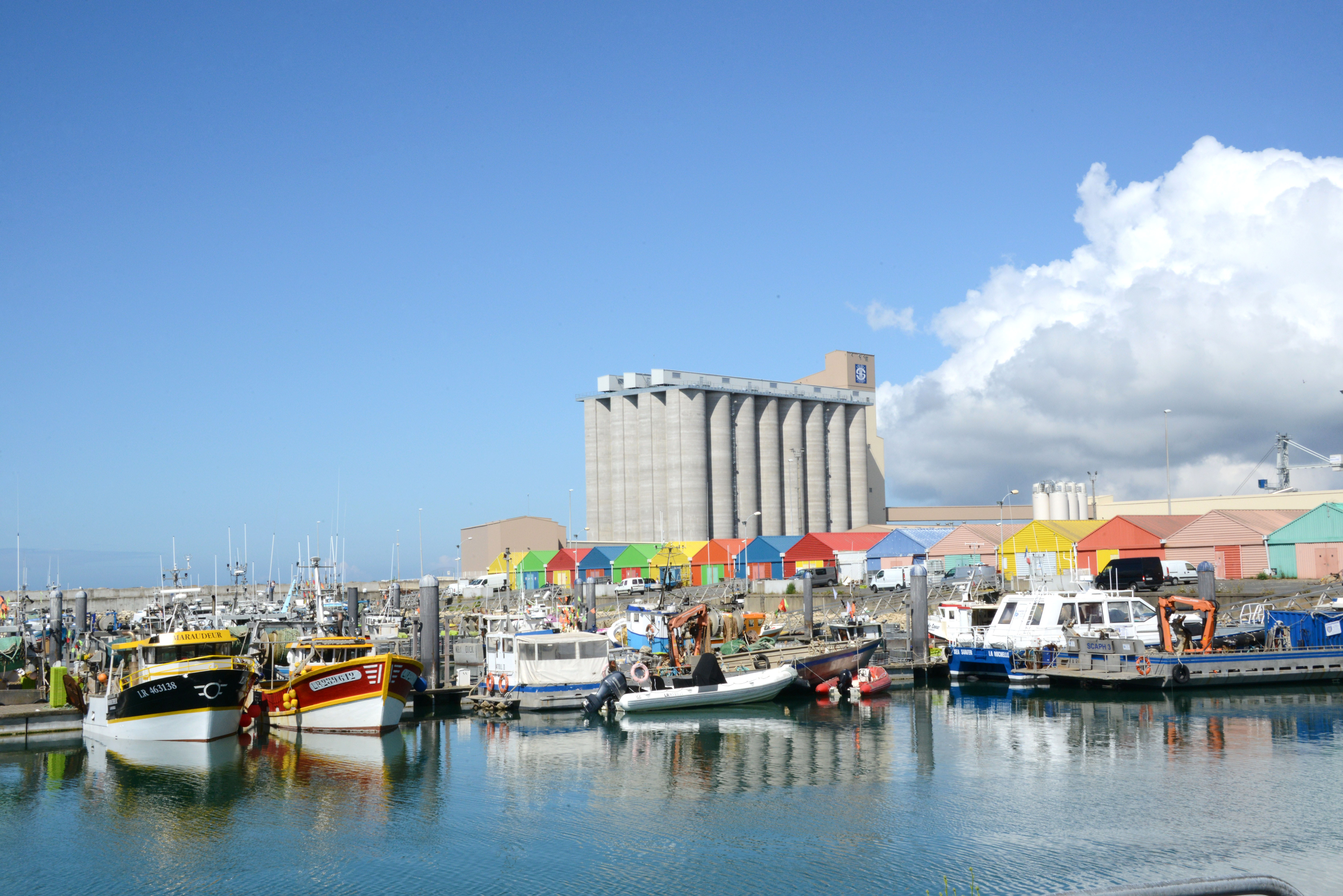
Портовый элеватор в Ла-Рошель

История компании началась в 1900 году, когда в коммуне Ножан-сюр-Сен на севере Франции было построено зернохранилище. В 1939 году Жан Суффле там же открыл зерновой элеватор. В 1946 году Суффле зарегистрировал компанию Etablissements Soufflet SARL; к этому времени она занималась не только хранением зерна, но также оптовой торговлей зерновыми, семенами, удобрениями и пестицидами. В 1950-х годах компания занялась производством солода.
После смерти Жана Суффле в 1957 году руководство компанией перешло к его сыну Мишелю. В 1966 году компания начала выход на международный уровень, для этого был открыт элеватор в Руане, который в это время становился важным портом для международной торговли зерном. В 1974 году была создана дочерняя компания в Великобритании, которая позже приобрела 3 элеватора.
В 1978 году Etablissements Soufflet купила свою первую мукомольную мельницу, вскоре было приобретено ещё 10, таким образов компания стала крупнейшим производителем муки в Европе. В 1983 году в Тервиле (департамент Мозель) было открыто хлебопекарное предприятие. В 1986 году была куплена компания Costimex, занимавшаяся производством кукурузной муки (продана в 2012 году). В 1988 году Soufflet начала производство расфасованного риса под брендом Perliz и сушёных овощей Vivien Paille.
В 1989 году была создана дочерняя компания Soufflet Vigne по снабжению винодельческих хозяйств оборудованием, удобрениями, бутылками и пробками. Также в 1989 году была куплена крупнейшая мукомольная группа Бельгии Ceres. В начале 1990-х годов оборот Soufflet достиг 2,6 млрд евро, компания занимала 3-е место в Европе и 6-е в мире среди операторов зернового рынка. В 1992 году у Groupe Casino было куплено пекарское подразделение Grigny Frais. В 1994 году был поглощён французский производитель муки и солода компания Pantin.
В конце 1990-х годов была значительно расширена международная деятельность: были созданы дочерние компании в США и Польше, открыто представительство в Сингапуре, организовано партнёрство в Японии с группой Nichimen, построен солодовый завод в Санкт-Петербурге в рамках совместного предприятия с компанией «Балтика». В 1998 году было куплено 5 солодовых заводов в Венгрии, Польше, Румынии и Словакии, а в 2000 году, ещё один, в Чехии. В 2001 году Мишель Суффле передал руководство компанией своему сыну Жану-Мишелю.
В 2011 году был приобретен солодовый завод в Болгарии Kamenitza AD, в 2012 году куплены предприятия в Бразилии и Индии. В 2014 году была куплена хлебопекарская компания Neuhauser с 16 предприятиями во Франции и 1 в Португалии.
В декабре 2021 году произошло слияние Groupe Soufflet с группой сельскохозяйственных кооперативов InVivo. В июне 2022 года дочерняя компания Soufflet Alimentaire по производству сушёных овощей под брендом Vivien Paille была продана группе Avril.

## Собственники и руководство
До слияния с InVivo в конце 2021 года Soufflet была частной компанией, контролируемой семьёй Суффле. С 2001 года её возглавлял Жан-Мишель Суффле.

## Деятельность

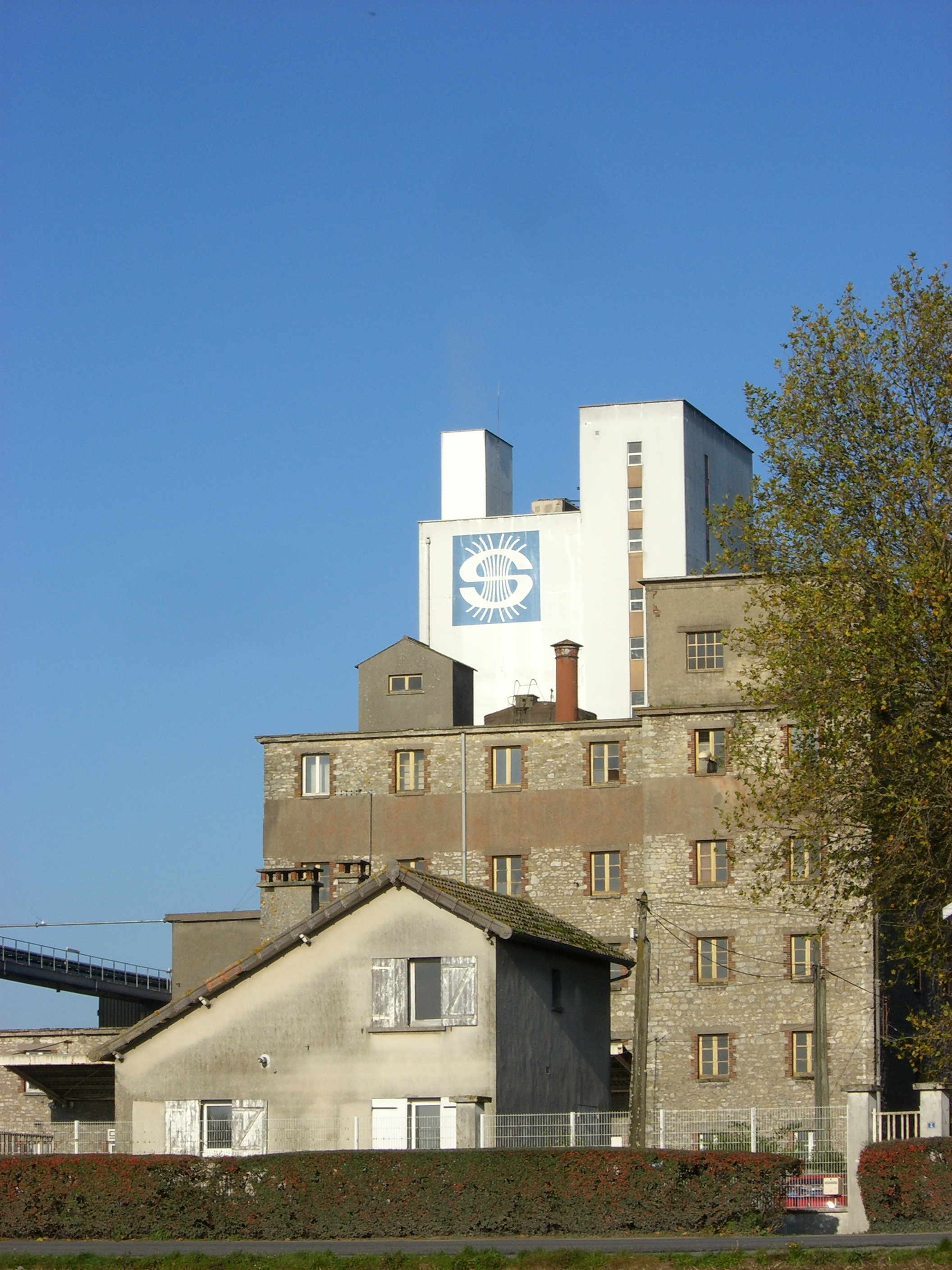
Солодовый завод в Питивье

Подразделения компании по состоянию на 2021/22 финансовый год:
- Soufflet Negoce — международная торговля зерновыми и масличными; 34 % выручки;
- Soufflet Agriculture — скупка и хранения зерна; 245 элеваторов, из них 12 вне Франции; 33 % выручки;
- Malteries Soufflet — производство солода; 28 заводов, из них 8 во Франции; 15 % выручки;
- Moulins Soufflet — производство муки; 8 мукомольных мельниц во Франции и 1 в Бельгии, 7 % выручки;
- Neuhauser — производство хлебобулочных изделий во Франции и Португалии; 5 % выручки;
- Soufflet Alimentaire — производство сушеных овощей, расфасовка бакалейных товаров; 3 % выручки;
- Soufflet Vigne — продажа товаров для виноделия; 1 % выручки;
- Soufflet Ingredients — производство ингредиентов для пищевой промышленности (энзимы, ароматизаторы, хлебопекарские смеси); 1 % выручки;
- Pomme de Pain — сеть закусочных; 0,2 % выручки.

Выручка группы за 2021 год составила 4,6 млрд евро, из них 57 % пришлось на Францию. Группа работала в 19 странах, ей принадлежало 59 промышленных предприятий.